# Pedro Martínez de Luna (obispo de Tarazona)
Pedro Martínez de Luna (Illueca,  c. 1532 - ¿Tarazona?, 1574) fue un religioso español del siglo XVI.

## Biografía
Fue hijo de Pedro Martínez de Luna y Urrea, conde de Morata de Jalón y virrey de Aragón y de su mujer Inés de Mendoza. Nació en Illueca, parte de los estados de su padre, hacia 1532 dada su edad al ser ordenado. En 1554 fue elegido rector de la universidad de Salamanca pese a su origen aragonés, en muestra de la influencia de su padre. Algunos estudiosos han atribuido a su influencia detalles de la portada del Palacio de los Luna mandado construir por su padre.
Ese mismo año y con apenas veintidós años fue nombrado abad del monasterio de Montearagón. Este abarcaba el dominio eclesiástico y señorial sobre decenas de localidades de la diócesis de Huesca, con rentas de 30.000 ducados. Consta de su gobierno un sínodo celebrado en 1554 y la impresión de un misal en 1559. Fue también diputado del reino de Aragón.
Fue el último abad del monasterio en su apogeo, pues Felipe II emprendería importantes reformas eclesiásticas durante su reinado. En ese marco, en 1572 Martínez de Luna abandonó su abadiato al ser nombrado para la mitra de Tarazona, que se encontraba vacante desde 1567 y cuyo hasta entonces administrador iba a ser responsable de la instauración de nuevas sedes. El nombramiento no solo solucionaba la vacante de Tarazona, sino que abrió el camino para segregar propiedades del rico monasterio de Montearagón en el proceso y así compensar al obispo de Huesca por la creación de la diócesis de Jaca y su apoyo en la segregación de la diócesis de Roda entre Lérida y Barbastro.
Ordenado obispo el 21 de diciembre de 1572, tomó posesión en marzo de 1573. En el periodo como obispo electo se doctoró en cánones por la universidad de Huesca. Pedro gobernó su diócesis turiasoniense hasta su fallecimiento en 1574, siendo enterrado en el convento dominico de Gotor.